# Campeonato Nacional de Juniores
El Campeonato Nacional de Juniores es el nivel superior del sistema de la liga portuguesa de fútbol para jugadores juveniles (menores de 19 años). Está administrado por la Federación Portuguesa de Fútbol.
La liga comenzó en 1938 y ha estado históricamente dominada por los tres clubes más grandes del fútbol portugués.

## Formato
Comienza el primer fin de semana de septiembre y finaliza en junio. La temporada de Nacional de Juniors es similar a la Primeira Liga de jugadores mayores que juega un sistema basado en puntos de doble round. Hay dos grupos compuestos por 12 equipos, Norte y Sur. Los cuatro primeros equipos con más puntos en cada grupo avanzan al Apuramento de Campeão, donde se enfrentan de manera similar a la primera ronda, para determinar el campeón.
Los últimos ocho equipos de cada grupo, avanzan al Apuramento de Manutenção, donde se enfrentan entre sí. Los tres últimos de cada grupo quedan relegados.

## Ganadores
| Temporada | Campeón              |
| --------- | -------------------- |
| 1938–39   | Sporting CP          |
| 1939–40   | Unidos Barreiro      |
| 1940–41   | no jugado            |
| 1941–42   | Leixões              |
| 1942–43   | no jugado            |
| 1943–44   | Benfica              |
| 1944–45   | Benfica (2)          |
| 1945–46   | Sporting CP (2)      |
| 1946–47   | Belenenses           |
| 1947–48   | Sporting CP (3)      |
| 1948–49   | Benfica (3)          |
| 1949–50   | Académica            |
| 1950–51   | Benfica (4)          |
| 1951–52   | Académica (2)        |
| 1952–53   | Porto                |
| 1953–54   | Académica (3)        |
| 1954–55   | Benfica (5)          |
| 1955–56   | Sporting CP (4)      |
| 1956–57   | Benfica (6)          |
| 1957–58   | Benfica (7)          |
| 1958–59   | Benfica (8)          |
| 1959–60   | Benfica (9)          |
| 1960–61   | Sporting CP (5)      |
| 1961–62   | Benfica (10)         |
| 1962–63   | Benfica (11)         |
| 1963–64   | Porto (2)            |
| 1964–65   | Sporting CP (6)      |
| 1965–66   | Porto (3)            |
| 1966–67   | no jugado            |
| 1967–68   | Benfica (12)         |
| 1968–69   | Porto (4)            |
| 1969–70   | Benfica (13)         |
| 1970–71   | Porto (5)            |
| 1971–72   | Benfica (14)         |
| 1972–73   | Porto (6)            |
| 1973–74   | Sporting CP (7)      |
| 1974–75   | Benfica (15)         |
| 1975–76   | Benfica (16)         |
| 1976–77   | Braga                |
| 1977–78   | Benfica (17)         |
| 1978–79   | Porto (7)            |
| 1979–80   | Porto (8)            |
| 1980–81   | Porto (9)            |
| 1981–82   | Porto (10)           |
| 1982–83   | Sporting CP (8)      |
| 1983–84   | Porto (11)           |
| 1984–85   | Benfica (18)         |
| 1985–86   | Porto (12)           |
| 1986–87   | Porto (13)           |
| 1987–88   | Benfica (19)         |
| 1988–89   | Benfica (20)         |
| 1989–90   | Porto (14)           |
| 1990–91   | Vitória de Guimarães |
| 1991–92   | Sporting CP (9)      |
| 1992–93   | Porto (15)           |
| 1993–94   | Porto (16)           |
| 1994–95   | Boavista             |
| 1995–96   | Sporting CP (10)     |
| 1996–97   | Boavista (2)         |
| 1997–98   | Porto (17)           |
| 1998–99   | Boavista (3)         |
| 1999–2000 | Benfica (21)         |
| 2000–01   | Porto (18)           |
| 2001–02   | Alverca              |
| 2002–03   | Boavista (4)         |
| 2003–04   | Benfica (22)         |
| 2004–05   | Sporting CP (11)     |
| 2005–06   | Sporting CP (12)     |
| 2006–07   | Porto (19)           |
| 2007–08   | Sporting CP (13)     |
| 2008–09   | Sporting CP (14)     |
| 2009–10   | Sporting CP (15)     |
| 2010–11   | Porto (20)           |
| 2011–12   | Sporting CP (16)     |
| 2012–13   | Benfica (23)         |
| 2013–14   | Braga (2)            |
| 2014–15   | Porto (21)           |
| 2015–16   | Porto (22)           |
| 2016–17   | Sporting CP (17)     |
| 2017–18   | Benfica (24)         |
| 2018–19   | Porto (23)           |
| 2019–20   | No se jugo           |

### Actuación por club
| Club                 | Victorias |
| -------------------- | --- |
| Benfica              | 24 (1944, 1945, 1949, 1951, 1955, 1957, 1958, 1959, 1960, 1962, 1963, 1968, 1970, 1972, 1975, 1976, 1978, 1985, 1988, 1989, 2000, 2004, 2013, 2018) |
| Porto                | 23 (1953, 1964, 1966, 1969, 1971, 1973, 1979, 1980, 1981, 1982, 1984, 1986, 1987, 1990, 1993, 1994, 1998, 2001, 2007, 2011, 2015, 2016, 2019)       |
| Sporting CP          | 17 (1939, 1946, 1948, 1956, 1961, 1965, 1974, 1983, 1992, 1996, 2005, 2006, 2008, 2009, 2010, 2012, 2017)                                           |
| Boavista             | 4 (1995, 1997, 1999, 2003) |
| Académica            | 3 (1950, 1952, 1954) |
| Braga                | 2 (1977, 2014) |
| Unidos Barreiro      | 1 (1940) |
| Leixões              | 1 (1942) |
| Belenenses           | 1 (1947) |
| Vitória de Guimarães | 1 (1991) |
| Alverca              | 1 (2002) |